# هورکا (زاکسونی)
هورکا (به آلمانی: Horka) یک شهر در آلمان است که در زاکسن واقع شده‌است. هورکا ۱٬۹۸۴ نفر جمعیت دارد.